# 1,2-bis(dimethylfosfino)ethan

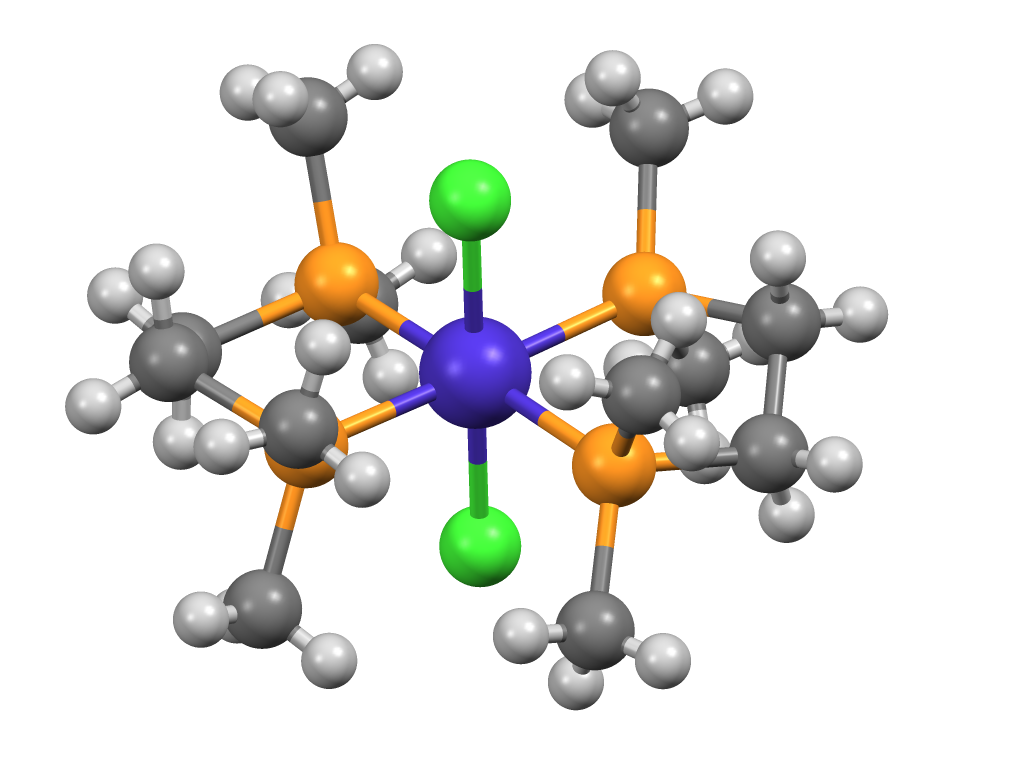
Struktura trans-CoCl_{2}(dmpe)_{2} (oranžová = P, modrá = Co, zelená = Cl)

1,2-Bis(dimethylfosfino)ethan (zkráceně dmpe) je difosfin se vzorcem (CH2PMe2)2 (Me = methyl). Jedná se o bezbarvou kapalinu citlivou na vzduch, která se rozpouští v organických rozpouštědlech. Používá se jako silně zásaditý přihlížející ligand. K jeho komplexům patří mimo jiné V(dmpe)2(BH4)2, Mn(dmpe)2(AlH4)2, Tc(dmpe)2(CO)2Cl, a Ni(dmpe)Cl2.

## Příprava
Dmpe se připravuje z Grignardova činidla methylmagnesiumjodidu reakcí s 1,2-bis(dichlorfosfino)ethanem:
Cl2PCH2CH2PCl2 + 4 MeMgI → Me2PCH2CH2PMe2 + 4 MgICl
Lze také použít alkylaci dimethylfosfidu sodného.
Příprava dmpe z chloridu thiofosforylu vedla k několika nehodám a přestala se používat.